# 罗泊湾一号墓

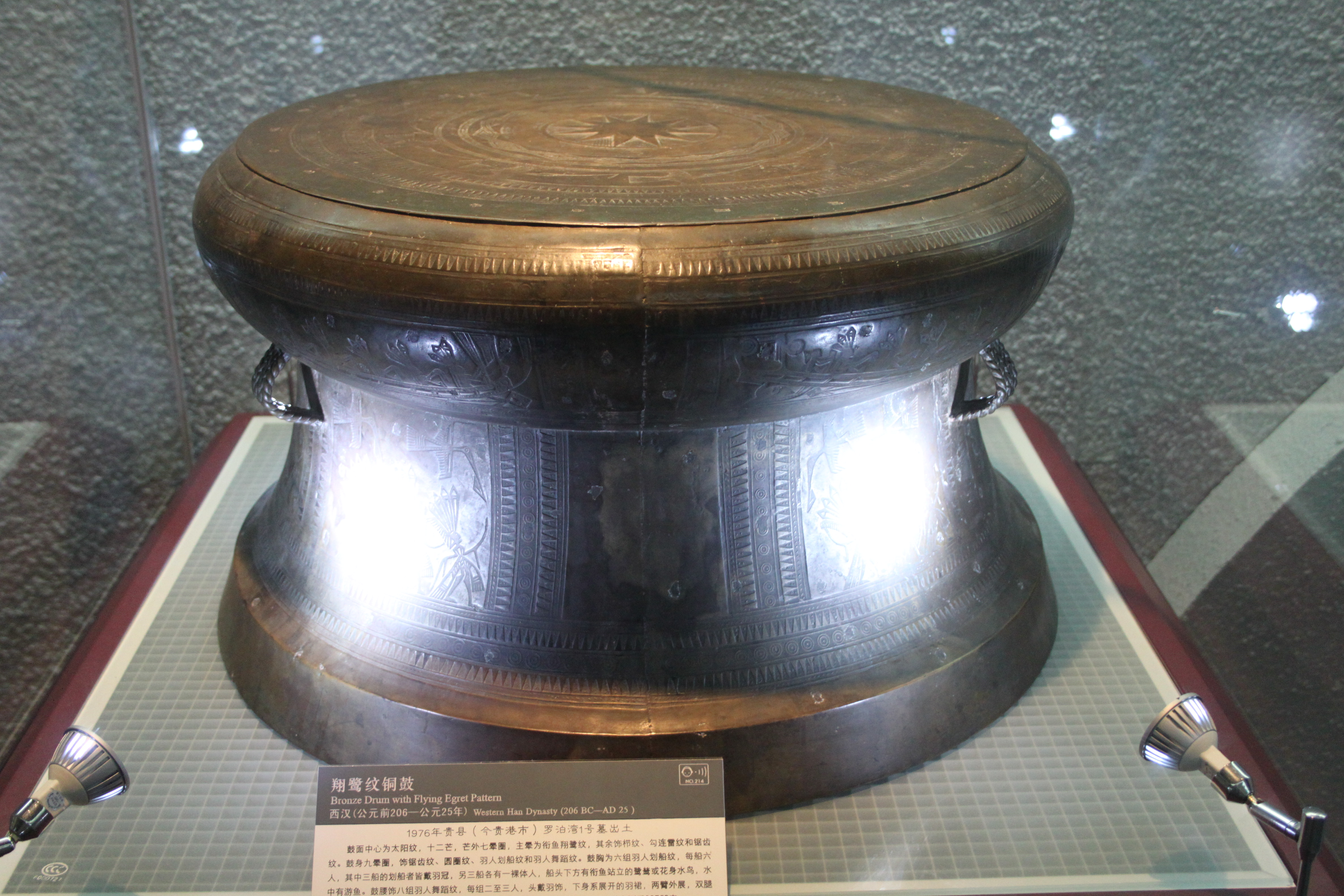
罗泊湾一号墓出土的翔鹭纹铜鼓（M1:10）

罗泊湾一号墓位于中国广西壮族自治区贵港市港北区，西江（郁江）北岸:25。
1976年6月下旬，西距贵县县城五公里的贵县化肥厂扩建，因此发现此墓的墓道和陪葬车马坑。随即，广西壮族自治区文物工作开始考古发掘:25。日后，又在邻近地区发现罗泊湾二号墓。
罗泊湾一号墓是一座大型的竖穴土坑木椁墓，其椁室呈凸字形，南部为斜坡墓道。该墓的椁室结构复杂，分前、中、后三个椁室，12个椁箱，但因为早年被盗过，遗留的陪葬物不多且被扰乱，椁室内的主棺为双层漆棺，另还有两具单层棺。墓道的南部是车马坑，出土了一辆实用马车，车厢已朽，仅留鎏金的铜车马器。
椁室底板下有七个殉葬坑，共葬有七名殉人和少量的陪葬品。另有东、西两个器物坑，殉葬坑和器物坑都未被扰乱过。在西器物坑中出土了翔鹭纹铜鼓、铜盆、铜盘、铜勺、竹节铜筒、木制革鼓、铁釜、铜蒜头扁壶、铜盘口鼎等物。在东器物坑中出土了铜盆、铜钵、铜鋗、葫芦瓢、铜匜、铜桶、陶甑、铜鼓、铜钫、铜三足案、铜九枝灯、铜鼎、彩绘铜盘、筒形铜钟、羊角钮铜钟等物。在罗泊湾一号墓中共出土陶器50件、铜器192件、铁器25件、金银锡器8件、玉石器14件和竹木器、丝麻织品一批。其中出土的漆器中不少烙印有“布山”戳记，表明了现在的贵港就是南越国时桂林郡布山县县治的所在地，而墓主被认为是当时桂林郡的最高官吏。